# Fanndís Friðriksdóttir
Fanndís Friðriksdóttir (* 9. Mai 1990 in Akureyri) ist eine isländische Fußballspielerin. Sie nahm mit der isländischen Nationalmannschaft an den Europameisterschaften 2009, 2013 und 2017 teil.

## Sportlicher Werdegang

### Vereine
Fanndís begann mit dem Fußballspielen bei ÍB Vestmannaeyja und wechselte 2005 zu Breiðablik Kópavogur, wo sie im Erwachsenenbereich in der Pepsideild kvenna debütierte. Mit drei Spieleinsätzen und einem Tor trug sie zum Gewinn des Meistertitels bei, beim Pokalsieg im selben Jahr kam sie im Pokalendspiel nicht zum Einsatz. In der folgenden Spielzeit wurde der Klub hinter Valur Reykjavík Vizemeister, dabei war sie erneut nur Ergänzungsspielerin. Bei der Titelverteidigung im Pokal kam sie als Einwechselspielerin zum Einsatz. In der folgenden Spielzeit eroberte sie sich einen Stammplatz. In der Saison 2010/11 nahm sie mit Breiðablik an der Qualifikation zur UEFA Women’s Champions League 2010/11 teil. Bei einem Turnier in ihrer Heimat wurden sie aufgrund zweier weniger erzielter Tore nur Gruppenzweite, waren als beste Gruppenzweite aber für das Sechzehntelfinale qualifiziert. Hier trafen sie wieder auf den Gruppengegner der Qualifikation, den französischen Vizemeister Juvisy FCF. Während es in der Qualifikation ein 3:3 gab, verloren sie nun die beiden Spiele mit 0:3 und 0:6
Anfang 2013 wechselte sie nach Norwegen zu Kolbotn IL. Nach einer Spielzeit wechseltes sie zum Ligakonkurrenten  nur Arna-Bjørnar, verließ diesen aber nach nur vier Spielen und kehrte zu Breiðablik zurück. In der Saison 2016/17 nahm sie nach der gewonnenen Meisterschaft von 2015 erneut an der Qualifikation zur Champions League teil. Beim Turnier in Wales wurden sie Gruppensieger, schieden dann aber im Sechzehntelfinale nach einer 0:1-Heimniederlage und einem torlosen Auswärtsremis gegen den schwedischen Meister FC Rosengård im Sechzehntelfinale aus.
2017 wechselte sie nach Frankreich, um für Olympique Marseille zu spielen. Nach dem Abstieg von Olympique ging es 2018 zurück nach Island, diesmal zu Valur. Während des isländischen Winters 2018 spielte sie im australischen Sommer für Adelaide United und kehrte danach zurück.

### Nationalmannschaft
Nachdem Fanndís bereits Juniorennationalspielerin und bei der U-19-Europameisterschaft 2007 neben Marie-Laure Delie und Ellen White Torschützenkönig gewesen war, debütierte sie 2009 im Rahmen des Algarve Cups in der isländischen A-Nationalmannschaft. Mit dieser nahm sie im selben Jahr an der Europameisterschaft teil und kam zu zwei Kurzeinsätzen als Einwechselspielerin, als die Mannschaft als Gruppenletzte vorzeitig ausschied. Bei der EM-Endrunde vier Jahre später erreichte sie mit der Mannschaft das Viertelfinale und schied dort gegen den Gastgeber Schweden aus. Sie kam dabei in drei Endrundenspielen zum Einsatz, bei denen sie jeweils in der Startelf stand.
Auch für die EM 2017 wurde sie nominiert, schied aber nach drei Niederlagen aus.

## Erfolge
- Isländische Meisterin: 2005, 2015 (mit  Breiðablik), 2019 (mit Valur)
- Isländische Pokalsiegerin: 2005, 2016 (mit  Breiðablik)
- Isländische Superpokalsiegerin: 2016, 2017 (mit  Breiðablik)

## Familie
Fanndís Friðriksdóttir ist die Tochter des ehemaligen Fußballnationaltorhüters Friðrik Friðriksson und der Skirennläuferin Nanna Leifsdóttir.